# مورتن داهل
مورتن داهل (بالنرويجية: Morten Dahl)‏ (و. 1959  م) هو موسيقي نرويجي، ولد في تروندهايم، يستخدم آلات طقم طبول.

## وصلات خارجية
- مورتن داهل على موقع IMDb (الإنجليزية)

- مورتن داهل في قاعدة بيانات الأفلام على الإنترنت